# Конвалія (ансамбль)
Конва́лія — народний ансамбль бального танцю міста Кропивницький.

## Історія
- 1963 — Блюменталь Аврамівна Стрельбицька організовує першу в Кіровограді платну студію бального танцю у приміщенні СШ № 10 (нині — Лікарня Святого Луки)
- 1970 — в обласному Будинку вчителя Блюма Аврамівна здійснила набір першої групи, що складалася з учнів вже відомого ансамблю народного танцю «Ятрань». Перші чотири учні: Анатолій Павленко, Леонід Корсунський, Тетяна Чудна та Анна Мовчан. Новостворений колектив було названо «Конвалія»
- 1971 — Б. А. Стрельбицька та А. М. Кривохижа створили перший танець ансамблю — «Ятраночка», за основу якого було взято рухи народних хореографічних зразків центрального регіону України, стилізовані до умов бального танцю. Уперше «Ятраночку» станцювали на всесоюзному семінарі з бальних танців у Москві Т. Ахльостіна, Н. Корнієнко, О. Овсянніков та С. Яковенко. Після республіканського конкурсу в Києві, на якому танець був удостоєний найвищої нагороди, його було включено до української обов′язкової програми конкурсів бальних танців
- 1972 — «Ятраночка» посіла друге місце у Москві
- 1973 — ансамблю було присвоєно почесне звання «народний»
- 1989 — гастролі в Болгарії[1]
- 90-ті рр.. ХХ ст.. — у «Конвалії» з'явилося приміщення з танцювальним класом, яке керівництво Кіровоградського науково-виробничого об′єднання «Радій» надало колективу в новозбудованому Будинку культури. Гастролі Болгарією, Румунією, Німеччиною та Польщею
- 1991 — Б. А. Стрельбицька емігрує до Ізраїлю, а новим керівником ансамблю стає Віталій Іванович Завіна. Колектив нараховує маже 100 танцюристів. Стає лауреатом на міжнародному фестивалі «Дунайський бал» (Румунія)
- 1992 — ансамбль переживав фінансові складнощі, та завдяки підприємницьким ініціативам керівника В. І. Завіни, що створив майстерню з виготовлення танцювальної атрибутики, діяльність не було припинено. Віталій Іванович Завіна вдало керував ансамблем до 2010 року
- 2011 — керівником стає Спінул Ігор Васильович
- 2012 — з цього року художніми керівниками ансамблю стають Спінул І. В. та Спінул Олена Миколаївна

«Конвалія» — член Асоціації спортивного танцю України.
Сьогодні ансамбль має 30 танцюристів основного складу та понад 400 учнів різного віку. Головні тренери та хореографи: Олена Миколаївна Спінул (художній керівник, основний тренер з латиноамериканської програми), Оксана Юріївна Балашова (головний балетмейстер, старший тренер з європейської програми), Ольга Олександрівна Усатенко (тренер дитячих груп), Ірина Давидяк (тренер дитячих груп), Євгенія Володимирівна Цапенко (хореограф-постановник класичного танцю); основні солісти ансамблю: Іван Сергійович Гончаренко, Катерина Олександрівна Алдошина, Аліна Андріївна Вустилка, Катерина Юріївна Прищепа. Даний колектив називають «візитівкою» Кіровоградщини.

## Напрями підготовки
- Навчання відбувається за такими напрямами: Латиноамериканська програма (самба, ча-ча-ча, румба, пасодобль, джайв)
- Європейські танці (повільний вальс, танго, віденський вальс, квікстеп, фокстрот)
- Класична (дитяча) хореографія
- Естрадні танці
- Весільний танець

## Нагороди
- 2014 — 7 грудня, турнір зі спортивного танцю «Кубок Фаворита», м. Кіровоград (6 пар отримали 1-і місця); 12-14 грудня, Міжнародний турнір «Mayor's cup», м. Дніпропетровськ (золоті та бронзові призери)
- 2015 — 7-8 лютого, «Кубок Станіслава Шкляра», м. Київ (1 та 2 місця в категорії «дорослі»)
- 2016 — 18-20 березня, 14 Міжнародний фестиваль хореографічного мистецтва, м. Кривий Ріг (гран-прі)
- 2016 — Latvia Open (1 місце — в категорії «дорослі», 3 місце — в категорії «юніори», 6 місце — в категорії «ювенали»)